# Leiophron tolerabilis
Leiophron tolerabilis är en stekelart som beskrevs av Sergey A. Belokobylskij 2000. Leiophron tolerabilis ingår i släktet Leiophron och familjen bracksteklar. Inga underarter finns listade i Catalogue of Life.